# تشارلز غولدفارب
تشارلز غولدفارب (بالإنجليزية: Charles Goldfarb)‏ هو عالم حاسوب ومهندس أمريكي، ولد في 1969.